# Дарко Марушић
Дарко Марушић (Омиш, 1. фебруар 1940 — Београд, 16. април 2017) био је чувени југословенски и српски архитекта, пореклом из Хрватске.

## Биографија
Родио се 1940. у Омишу у Хрватској. Архитектуру је студирао на Архитектонском факултету Универзитета у Београду, где је дипломирао 1965. код професора Уроша Мартиновића. Ту је започео и универзитетску каријеру, која је крунисана статусом редовног професора. Утицао је на бројне генерације архитеката својим педагошким и професионалним радом. Отишао је у пензију као редовни професор.

## Рад
Од 1963. до 1973. је био запослен у ИАУС. Од 1973. до 1983. године био је асистент, од 1983. до 1989. године доцент, од 1989. до 1995. године ванредни професор, од 1995. године редовни професор на Архитектонском факултету Универзитета у Београду. Члан Катедре за архитектонско и урбанистичко пројектовање. Руководилац теоретског предмета Пројектовање 2 - Становање од 1988. године и руководилац Студија 3 (предмети Синтезни пројекат 1, 2 и 3). Пензионисан је 2005. године. На Архитектонсом факултету у Београду. Ангажован у извођењу наставе на Грађевинско - Архитектонском факултету Универзитета у Нишу од 2006. године. Верификација стручно-уметничких остварења извршена је 1981. године. Био је продекан за наставу, 1998-2000. године и вршилац дужности декана, 2000. године. Руководилац Летње школе архитектуре у Петници код Ваљева, 1996-1999 године.
Већину пројеката начинио је заједно са својом супругом Миленијом. Најпозантији је по архитектонско-урбанистичком решењу насеља Церак-Виногради у Београду.
Члан је УЛУПУДС (ликовно-графичка секција) и Академије инжењерских наука Србије. Члан је управног одбора Друштва архитеката Београда.
Преминуо је У Београду.

## Награде
Добио је мноштво награда и признања. Добитник Октобарске награде Београда, 1981. године (за насеље Церак Виногради у Београду), Награде листа “Борба” за најбоље архитектонско остварење у Југославији у 1993. години (за стамбену групацију “Цвећара” у Београду), Велике награде архитектуре Савеза архитеката Србије, 1993. године (за целокупно стваралаштво), Награде листа “Борба” за најбоље архитектонско остварење у Југославији у 1998. години (за стамбено-пословни објекат у Булевару Ослобођења у Новом Саду), Специјалног признања Друштва архитеката Новог Сада за посебан допринос архитектонском стваралаштву, 1999. године, Годишње награде за архитектуру Савеза архитеката Србије за 1999/2000 годину (за стамбено-пословни објекат у Булевару Краља Александра у Београду), Посебног признања XXV Салона архитектуре у Београду, 2003. године, Признања XXX Салона архитектуре у Београду, 2008. године, награда “Александар Шалетић” на 40. мајској изложби УЛУПУДС-а, 2008. године. Признања Архитектонског факултета у Београду за рад на унапређењу наставе, 1985. и 1998. године, Повеље са сребрном плакетом Института за архитектуру и урбанизам Србије, 1984. год. 1993. је године добио Велику награде Савеза архитеката Србије за животно дело.
2008. је заједно с Миленијом Марушић добио признање 30. Салона архитектура за објект Металс банке у Новом Саду, за унапређење урбаног контекста.
Заједно са супругом добитник је Годишње награде Инжењерске коморе Србије.

## Значајне зграде
- Стамбено насеље Церак Виногради у Београду, 1977-1986;
- Стамбена групација “Цвећара” у Београду, 1990-1993;
- Стамбено-пословни објекат у Булевару Ослобођења бр. 63-67а у Новом Саду, 1989-1998;
- Стамбено-пословни објекат у Булевару Краља Александра бр. 179-181 у Београду, 1989 -2000.
- Бензинска станица са кафеом у насељу Ново Миријево у Београду (1992—2002)
- Управно-пословни објекат Металс банке у Новом Саду (1998—2007).[1]